# Венката Раман
Сър Чандрасекхара Венката Раман (на английски: Sir Chandrasekhara Venkata Raman; на тамилски: சந்திரசேகர வெங்கடராமன்; на хинди: चन्द्रशेखर वेङ्कट रामन्) е индийски физик, носител на Нобелова награда за физика за 1930 г., присъдена му за откритието на нееластично разсейване на светлината, наречено по-късно ефект на Раман, откъдето произлиза и свързаната с него Раманова спектроскопия.

## Биография
Раман е роден на 7 ноември 1888 г. в Тиручирапали, Индия, в семейството на доцент по математика и физика. От 1902 г. посещава колеж (Presidency College) в Мадрас, където през 1904 г. получава бакалавърска, а през 1907 – магистърска степен. По това време не му се предоставят удобни възможности за академична кариера и той започва работа в индийското министерство на финансите. В свободното си време обаче Раман намира възможност да се занимава с експериментална дейност в една лаборатория на Индийското дружество за развитие на науката в Калкута. През 1917 г. му се предлага новооткритата Катедра по физика в Университета в Калкута, която той приема. През 1933 г. се премества като професор в Индийския научен институт в Бангалор, а след 1948 г. е директор на създадения от него Раманов изследователски институт, където работи до смъртта си.
През 1926 г. Раман основава научното списание „Indian Journal of Physics“. Той работи усилено за създаването на Индийска академия на науките, на която е първи президент. През 1929 г. получава рицарско звание, а през 1930 г. – Нобелова награда за физика „за работата си върху разсейване на светлината и откриването на наречения на негово име ефект“. Основаната на този ефект раманова спектроскопия е един от най-важните инструменти за изследване във физика на твърдото тяло и на молекулно ниво. През 1954 г. е удостоен с най-високия цивилен орден за заслуги на Индия – Бхарат Ратна.
Умира на 21 ноември 1970 г. в Бангалор на 82-годишна възраст.

## Книги
- Vol. 1 – Scattering of Light („Разсейване на светлината“ под ред. на S. Ramaseshan)
- Vol. 2 – Acoustic („Акустика“)
- Vol. 3 – Optica („Оптика“)
- Vol. 4 – Optics of Minerals and Diamond („Оптика на минерали и диамант“)
- Vol. 5 – Physics of Crystals („Физика на кристалите“)
- Vol. 6 – Floral Colours and Visual Perception („Цветовете на цветята и визуалното възприемане“)
- Vol, 7 -